# Publius Cornelius Cossus (Konsulartribun 395 v. Chr.)
Publius Cornelius Cossus entstammte dem Geschlecht der Cornelier, genauer dem der Cornelii Cossi, und amtierte während der älteren Römischen Republik 395 v. Chr. als Konsulartribun. In diesem Jahr unternahm er gemeinsam mit seinem Amtskollegen  Publius Cornelius Scipio einen Plünderungszug ins Gebiet von Falerii, der Hauptstadt der Falisker.